# اره سیمی

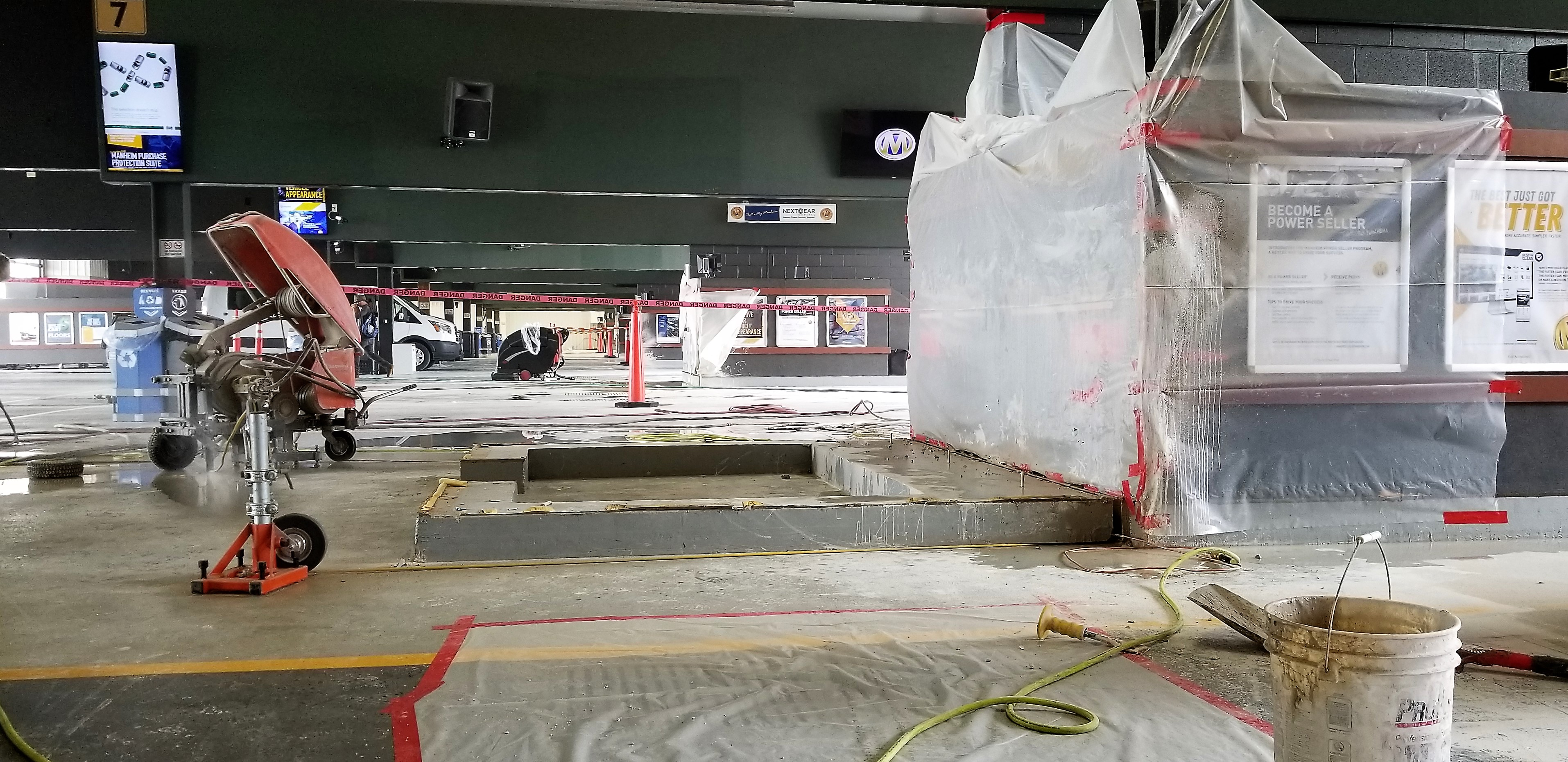
اره سیمی که برای جدا کردن پَد بتونی هم سطح با اطراف استفاده می‌شود - سیم برش‌زنی در گوشه سمت راست پایین پَد

اَره سیمی (به انگلیسی: wire saw) اَره‌ای است که از سیم یا کابل فلزی برای برش مکانیکی مواد جامد فله‌ای مانند سنگ، چوب، شیشه، فریت، بتن، فلزات، کریستال‌ها و غیره … استفاده می‌کند. اره‌های سیمی صنعتی معمولاً برقی هستند. همچنین اره‌های سیمی زنده‌مانی دستی برای بریدن شاخه‌های درختان وجود دارد. اره‌های سیمی به دو دسته پیوسته (یا بی‌پایان یا حلقه‌ای) یا نوسانی (یا رفت و برگشتی) طبقه‌بندی می‌شوند. گاهی از خود سیم به عنوان «تیغه» یاد می‌شود.

## انواع

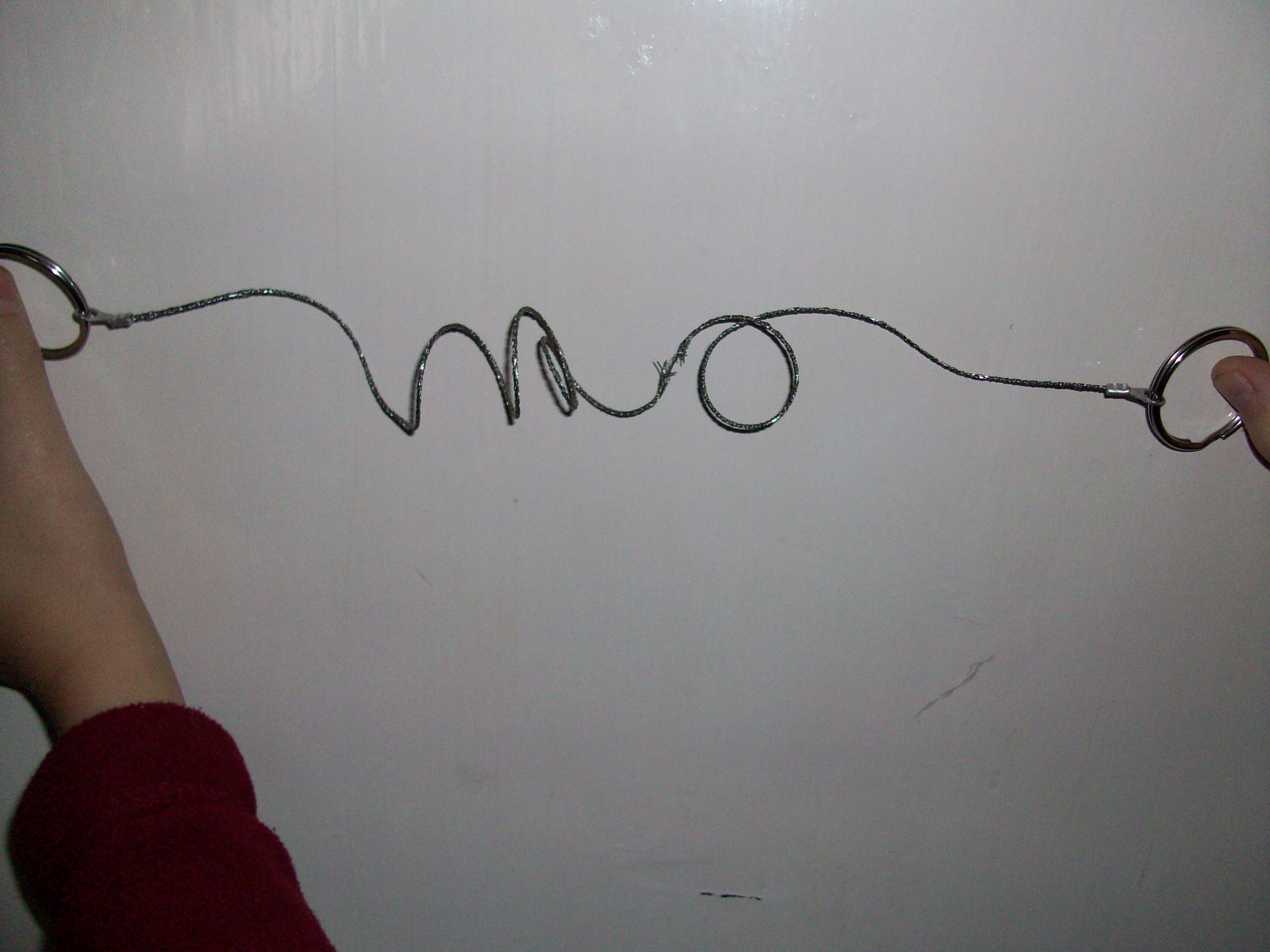
اره سیمی با سیم فولادی برای زنده‌مانی وحش‌بوم

ساده‌ترین نوع اره سیمی، نوع ارزان قیمت «زنده‌مانی» (اضطراری) است که برای اره‌کردن شاخه‌ها در مغازه‌های شکار و کوهنوردی به فروش می‌رسد.

## مواد

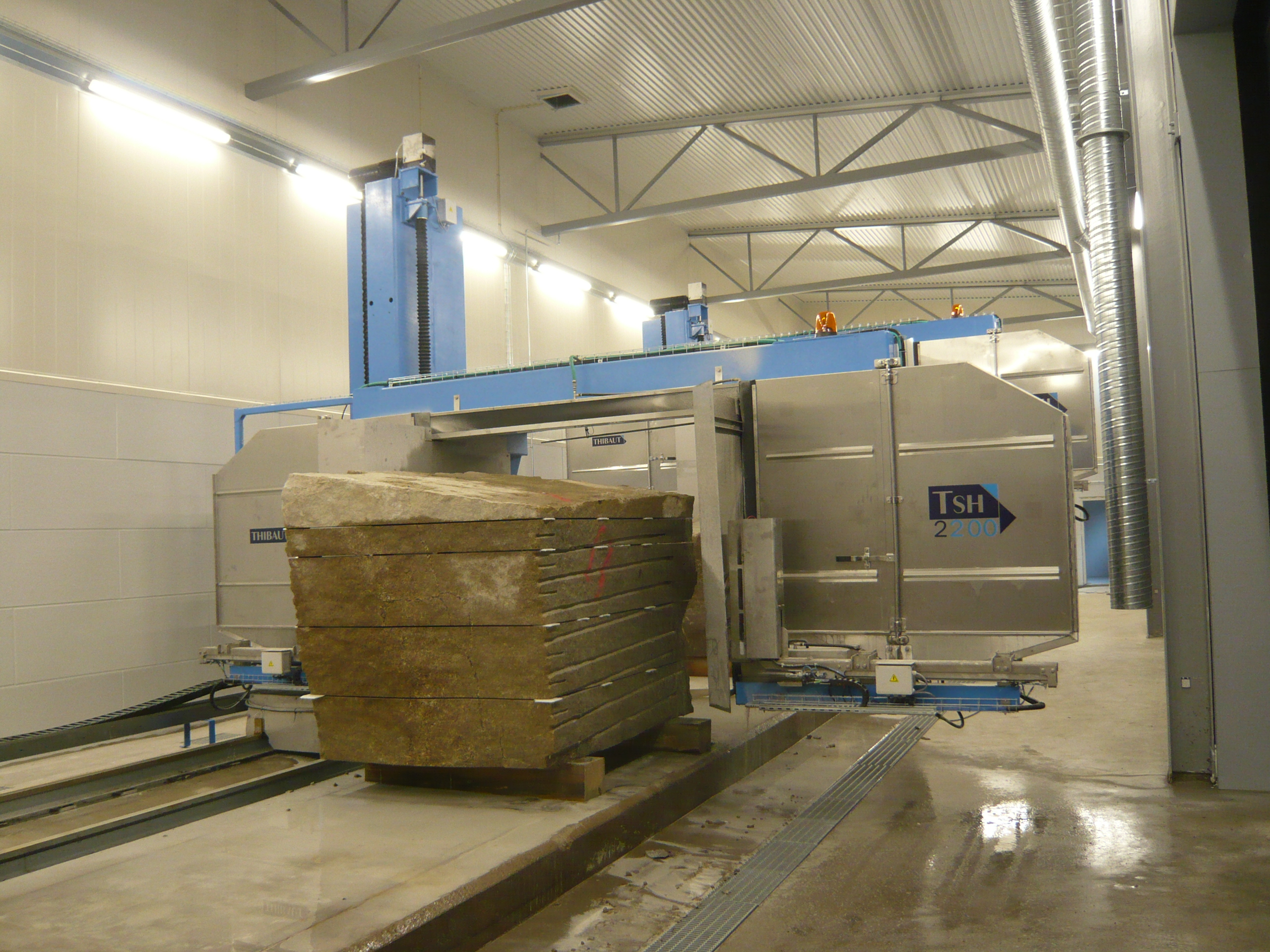
اره سیمی تیبو TSH2200

صنایع معدن‌کاری و معدن‌کاری روباز معمولاً از اره سیمی برای برش سنگ سخت به بلوک‌های بزرگ استفاده می‌کنند که می‌توان آن‌ها را به کارخانه‌های فرآوری فرستاد تا پالایش بیشتر (در مورد پردازش کانی) یا به توزیع‌کنندگان (در مورد گرانیت یا سنگ مرمر برای ساختمان) ارسال شود).

### فُوم
تولیدکنندگان فوم معمولاً از یک اره سیمی ساینده، دستی یا خودکار، برای بُرش فوم به اندازه‌ها یا پروفیل‌های خاص (شکل‌ها) استفاده می‌کنند.

### نیم‌رساناها
در صنعت نیم‌رسانا، از اره‌های چندسیمی برای برش شمش‌های استوانه ای از گویه‌های سیلیکون به ویفرهای نازک استفاده می‌شود. برای به حداقل رساندن اتلاف مواد از سیم نازک استفاده می‌شود. به عنوان مثال، پیتر والتر دی‌دبلیو ۲۹۱ دارای حداقل قطر سیم ۴۰ میکرومتر است و می‌تواند یک قطعه کار ۸۶۰ میلی‌متری را به ویفرهای ۱۰۰ میکرومتری برش دهد.

## کیفیت سطح
کیفیت سطح در فرایند اره سیمی برای صنایع نیم‌رسانا و فتوولتائیک که اتلاف مواد نامطلوب است، مهم است. کیفیت سطح نیز در برش سنگ و بتن برای صنعت ساختمان مهم است. فرایند اره سیمی باعث ایجاد زبری سطح در سطح برش می‌شود. رابطه بین پارامترهای فرایند (سرعت سیم، نرخ تغذیه و کشش سیم) و زبری سطح در نوشتارگان (به انگلیسی: literature) مورد تحلیل قرارگرفته.

## نوشتارگان
- Teomete, E (2011). "Effect of Process Parameters on Surface Quality for Wire Saw Cutting of Alumina Ceramic". Gazi University Journal of Science. 24. Archived from the original on 2011-07-03. Retrieved 2011-07-25.